# Kenia na Letnich Igrzyskach Olimpijskich 1968
Kenię na Letnich Igrzyskach Olimpijskich 1968 w Meksyku reprezentowało 39 zawodników: 36 mężczyzn i 3 kobiety.

## Medaliści

### Złote
- Kipchoge Keino – lekkoatletyka, bieg na 1500 metrów mężczyzn
- Naftali Temu – lekkoatletyka, bieg na 10 000 metrów mężczyzn
- Amos Biwott – lekkoatletyka, bieg na 3000 metrów z przeszkodami mężczyzn

### Srebrne
- Wilson Kiprugut – lekkoatletyka, bieg na 800 metrów mężczyzn
- Kipchoge Keino – lekkoatletyka, bieg na 5000 metrów mężczyzn
- Benjamin Kogo – lekkoatletyka, bieg z przeszkodami na 3000 metrów mężczyzn
- Daniel Rudisha, Munyoro Nyamau, Naftali Bon, Charles Asati – lekkoatletyka, sztafeta 4 x 400 m mężczyzn

### Brązowe
- Naftali Temu – lekkoatletyka, bieg na 5000 metrów mężczyzn
- Philip Waruinge – Boks na Letnich Igrzyskach Olimpijskich 1968 – waga piórkowa mężczyzn